# Sangsari
Le sangsari (ou sangisari) est un dialecte iranien parlé en Iran.